# Mikaela Engell
Mikaela Engell (dansk, født 4. oktober 1956), Cand.mag i dansk og grønlandske og arktiske studier fra Københavns Universitet 1983, og fra 1. april 2011 til 30. april 2022 rigsombudsmand i Grønland. 
Mikaela Engell har tidligere været kontorchef i Udenrigsdirektoratet, Grønlands Hjemmestyre. Fra 2001 til 2005, Udenrigsdirektør samme sted, dog som konstitueret frem til 2003. Fra 2005 til 2011 har Mikaela Engell været chefkonsulent for Udenrigsministeriet i grønlandske og arktiske spørgsmål.